# Neohydatothrips vicenarius
Neohydatothrips vicenarius är en insektsart som först beskrevs av Ian A. Hood 1955.  Neohydatothrips vicenarius ingår i släktet Neohydatothrips och familjen smaltripsar. Inga underarter finns listade i Catalogue of Life.